# Nazionale maschile di beach soccer dell'Estonia
La nazionale di beach soccer dell’Estonia rappresenta l’Estonia nelle competizioni internazionali di beach soccer.
Ha fatto il suo esordio internazionale ad agosto 2007, perdendo per 3-1 contro l’Ucraina alle qualificazioni mondiali.